# 男闘呼組
男闘呼組（おとこぐみ）は、1988年にジャニーズ事務所からデビューした4人編成のロックバンド風男性アイドルグループ。メンバーは、成田昭次、高橋和也、岡本健一、前田耕陽の4人。1993年6月30日付で活動休止。2022年7月16日、およそ29年ぶりに2023年8月までの期間限定での活動再開を発表。2023年8月26日の日比谷野外音楽堂のライブをもって解散した。
現在、4人全員がジャニーズ事務所に所属していない。最後までジャニーズ事務所に残っていた岡本健一は2021年10月31日をもって専属契約を終了（退所）し、同年11月1日から2023年12月5日までエージェント契約を締結していた。

## メンバー
| 名前                                      | プロフィール                                        | 担当楽器                                                         |
| ----------------------------------------- | --------------------------------------------------- | ---------------------------------------------------------------- |
| 成田昭次 （なりた しょうじ）              | 1968年8月1日（56歳）、A型、愛知県名古屋市熱田区出身 | ヴォーカル、リードギター                                         |
| 高橋和也 （たかはし かずや）              | 1969年5月20日（56歳）、O型、東京都世田谷区出身      | ヴォーカル、ベース                                               |
| 岡本健一 （おかもと けんいち）            | 1969年5月21日（56歳）、O型、東京都新宿区下落合出身  | ヴォーカル、リズムギター（結成当初はサイドギターと名乗っていた） |
| 前田耕陽 （リーダー） （まえだ こうよう） | 1968年8月16日（56歳）、A型、東京都八王子市出身      | ヴォーカル、キーボード （以前はドラムス）                        |

| 初期参加メンバー             | プロフィール                                    | 担当楽器   | 備考                                                                               |
| ---------------------------- | ----------------------------------------------- | ---------- | ---------------------------------------------------------------------------------- |
| 守屋二郎 （もりや じろう）   | 1967年1月25日（58歳）、東京都出身               | ベース     | 結成時に参加。すぐに脱退。                                                         |
| 土田一徳 （つちだ かずのり） | 1969年6月28日（56歳）、北海道川上郡弟子屈町出身 | キーボード | 守屋と入れ替わりで参加。すぐに脱退。                                               |
| 遠藤直人 （えんどう なおと） | 1969年4月20日（56歳）、東京都足立区出身         | キーボード | 結成時から参加していたが、「やはりダンスがしたい」とジャニー喜多川社長に頼み脱退。 |

守屋、土田、遠藤が抜けて、一時は成田・高橋・岡本の3人だけで活動していたが、すぐに「東京男組」時代から時折サポート的に参加してきた前田が正式加入した。

## バンドサポートメンバー
- 小関純匡（こせき すみただ。初代ドラマー。後に「ENDLICHERI☆ENDLICHERI」のバックミュージシャンに。現在は高橋、前田と「Midnight Angel」として活動）
- 江口信夫 （レコーディングに参加。松原秀樹らと共に「Vibes」のメンバーとしても活躍。）
- 山木秀夫 （レコーディングに参加[5]）
- 平山牧伸（ニ代目ドラマー。2009年夏ごろからはTHE TRIPLE Xのメンバーとしても活動している。1990年のツアー『LIVE ANGEL』[6]～活動休止までと、ライブ『男闘呼組 1988』の大阪、名古屋公演に参加[7]。男闘呼組の活動休止後は成田とバンド『INORGANIC』を結成し活動。また、高橋のバンド『MOUNTAIN MAN』のメンバー。愛称・ヒラぽん（命名は、高橋[6]））
- 田中厚 （編曲、キーボード担当。 但しコンサートでのメンバー紹介の際には、バンド内にキーボードが2人も居るという矛盾点を不自然に思わせないよう、敢えて“ピアノ”と紹介されていた。当時は一つのパートを複数メンバーが担当するというのは異常視されていた）
- 青山英樹（三代目ドラマー。ライブ『男闘呼組 1988』の東京公演、『男闘呼組 THE LAST LIVE』『男闘呼組 THE LAST FOREVER』にNAGAIと交互参加。）
- デビン木下（二代目キーボード担当。ライブ『男闘呼組 1988』[8]、再結成後の全ての公演に参加。）
- TOSHI NAGAI（再始動後のサポートドラマー。『男闘呼組 THE LAST LIVE』、『男闘呼組 THE LAST FOREVER』に青山と交互参加[9][10]。『PEACEFUL PARK Charity for Happy Inclusion 2023』[11]、『男闘呼組 2023 THE LAST LIVE -ENCORE-』に参加[12]。）
- 礒野凌太郎（再始動後のサポートドラマー。ライブ『男闘呼組 THE LAST LIVE』の福岡、熊本公演に参加[13][14]）

## 来歴

### グループの成り立ち及びデビュー前まで
1984年12月末、雑誌『マイアイドル』（1985年3月号分）の撮影に、成田昭次・高橋一也・岡本健一の3名が初めて揃って「ジャニーズJr.」として参加。この3月号の誌上で、ジャニーズJr.の中から更に数名を集めてバンドグループを結成するという企画が発表された。
1985年になり、この3名に対して「東京」というグループ名をジャニー喜多川社長が命名。新たに遠藤直人と守屋二郎が加わり、5人で出演した明治製菓のチョコレート「アーモンドゴールド」のCMが、同年2月からオンエア開始（CMソングは彼らの初オリジナル曲「誠 ほれたぜ」）。その後「東京男組」と名乗るようになり、補佐メンバーとして前田耕陽が参加。同年3月、サポートメンバーの前田も含めた6名でグループ名を正式に「男闘呼組」へと改名（グループ名の名付け親は、ジャニーズ事務所社長のジャニー喜多川から、「You、今度うちからロックバンドを出そうと思うんだけど、名前考えてくれない?」と打診された事務所の先輩、中村繁之）。 しかし同月、守屋二郎が「大学受験の為」との名目で脱退。そして、ジャニー喜多川社長にスカウトされて事務所に入った土田一徳が、守屋との入れ替わりで加入しキーボードを担当。成田・高橋・岡本・遠藤・土田の5人で、同年4月3日からはテレビ朝日『欽ちゃんのどこまでやるの!』にも出演開始。しかしその後、土田がメンバーから外される。以後、土田は俳優活動に専念。同年4月末、成田・高橋・岡本・遠藤に、前田耕陽を加えた計5名で「アーモンドゴールド」の新バージョンCMの撮影をする（放映開始は同年9月から）。やがてキーボード担当の遠藤も脱退。以後、少年忍者のメンバーとなる。
元々の主要メンバーである成田・高橋・岡本の3名だけでの活動が少し続き、明治製菓のチョコスナック「おばけランド」のCMに出演。「東京男組」の時から時折サポート的に参加していた前田が、ドラム担当として正式に男闘呼組に迎え入れられる。これにより、高橋の担当楽器がドラムからベースギターに変更。しかし、間もなくして前田の担当楽器もドラムからキーボードへと変わった。 少年隊のデビューコンサートの前座に男闘呼組が出演する際、前田の高校の同級生であったYOUSAY KAWAKUBOが前田に誘われドラムで参加。この演奏がデビューへの条件であった。前座は成功しデビューへ。YOUSAY KAWAKUBOは後の初の冠番組『アイドル花組おとこ組』出演後ジャニーズを退所。その後は、2人のプロミュージシャン（ドラムとキーボード）をサポートメンバーとして迎え、6人編成のバンドスタイルで活動していく。
1986年1月、初の冠番組『アイドル花組おとこ組』放送開始。日本テレビ制作の音楽バラエティー番組である。同年4月27日、名古屋市民会館にて念願だったファーストコンサートを開催。メディアへのメンバーの露出が多かったことや、事務所側の期待の大きさもあり、レコードデビューより1年半前の1987年3月の時点で、当時の音楽番組の雄であったフジテレビ『夜のヒットスタジオ』への初出演を果たしている。
光GENJI、男闘呼組、少年忍者の3グループの総称として少年御三家と名付けられ、1988年1月に初めて合同コンサート「少年武道館」を実施した。1988年2月、長崎俊一監督の映画「ロックよ、静かに流れよ」にメンバー4人が主役として出演し映画デビュー。長野県松本市に一か月近く合宿して撮影を行った。本映画は、キネマ旬報ベスト・テン4位、第10回ヨコハマ映画祭ベスト10 第1位、作品賞、監督賞(長崎俊一監督に対して)、新人賞(男闘呼組に対して)を受賞するなど高い評価を得た。男闘呼組は音楽だけでなく演技面の才能にも恵まれており本映画への出演によって、その名を一気に高めたと言われている。

### デビューから活動休止まで
本格派ロックバンドをコンセプトとしていた。「DAYBREAK」（1988年発表シングル、オリコン最高チャート1位）でレコードデビュー。続いて「秋」「TIME ZONE」などの楽曲がヒットし、 1991年発表のシングル「ANGEL」からは自作曲が中心となる。
1988年に第30回日本レコード大賞最優秀新人賞を受賞。1988年及び1989年にはNHK紅白歌合戦に出場し、1989年には東京ドームでコンサートを行った。
1993年6月30日付けで、高橋がジャニーズ事務所から解雇されたことに伴い、突如グループが活動休止（実質的な解散）となる。同日は渋谷PARCO劇場で4人一緒に出演していた舞台「スラブ・ボーイズ」の千秋楽であり、男闘呼組で出演したNHK-BS特番「トップアイドル・オンステージ」（5月9日NHKホールにて収録）の放映日でもあった。
高橋は後日、活動休止に対し「様々な理由が重なっているんだけど、要するに僕らは若かったんだと思う。あの地点で行き止まりだった。僕がジャニーズ事務所を離れることになったけど、そこへいくまでも、僕ら1人1人がそろそろ独り立ちする時だと考えていたと思う。あの時点で、具体的にこれが問題でした、というわけではない。でも、結果的に男闘呼組が活動休止になったことで、それぞれが自分の道を歩み出し、その時間は人間としても、アーティストとしても必要だった。」と語っている。

### 活動休止期間
高橋の退所後、成田と前田が退所し、岡本のみがジャニーズ事務所に所属していた。その後は各々の仕事もあり、それぞれ集まろうという発想が無かったが、2019年にジャニー喜多川が亡くなる少し前より4人でやり取りする様になった。その後、当時芸能活動を離れていた成田に会いたくて3人のメンバーが会いに行った。2020年8月4日、活動休止後初めて4人揃って名古屋で会い、スタジオで6時間程セッションを行った。4人のメンバーがそろって音を出し、一つにまとまった時は、高橋は「不思議な感じなのと、一気に時を飛び越えて昔に戻った。もちろん当時と同じものでは無いが、当時と変わらないものがあった」と感じた。6時間のセッションにあたっては、メンバーひとりひとりが1曲ずつ選んだ。高橋は「ロックよ、静かに流れよ」を選んだそうである。他のメンバーが選んだ曲は、「ROLLIN' THE DARK」（成田）、「みはり」（前田）、「PARTY」（岡本）であったことが2023年8月26日の日比谷野外音楽堂公演のMCで明かされた。他に岡本の希望で「DAYBREAK」「TIME ZONE」、そして「MIDNIGHT TRAIN」も選ばれた。

### 期間限定での活動再開
2022年7月16日、TBS系列の音楽特別番組『音楽の日』内において、収録でおよそ29年ぶりに活動を再開する事が公式HP内でサプライズ発表された。収録には総合司会を務める予定で当日虫垂炎により休演した中居正広も観覧しており、中居とともに写真を撮っていた。また、東京ガーデンシアターでの再始動ライブが、10月15日と16日の2日間、昼夜2回公演で行われることも発表され、愛知、大阪、東京での追加公演が12月に行われることも決定した。
再結成のきっかけは、2019年5月にファンの熱い要望により池袋HUMAXシネマズにおいて開催された「ロックよ、静かに流れよ」の公開30周年記念上映会に岡本健一が参加し、当時消息不明とされていた成田昭次のコメントを発表したことである。その際の反響の大きさを岡本は成田に伝え、男闘呼組の復活について成田に問いかけた。当時芸能界を引退していた成田は「それは難しいかな」と返答した。その後、ジャニー喜多川のお別れ会（2019年9月4日）に成田が出席し、岡本と久しぶりの再会を果たした。
ジャニーのお別れ会に男闘呼組の一部メンバーがそろい、岡本を通じて「またやったらいいのに」とジャニーが生前語っていたことを知ったという。その後、一回集まって音を出してみようということになり、2020年の夏に名古屋のスタジオに集合した。このことは翌日にジャニーの墓前に報告した。
それぞれ所属事務所が異なっており、各個人の活動との兼ね合いや、権利の問題などがあり、再結成を実現させるには話し合いや調整が必要であった。プロデューサーの手腕で一つ一つ乗り越えていったことで、少しずつ再結成が現実味を帯びていき、最終的に再結成が実現した。
2022年7月16日にTBS系音楽特番「音楽の日2022」に出演される事が発表され29年ぶりに復活を果たす。今回の再結成は2023年に結成35周年を迎えるにあたっての期間限定の再結成であり、2023年8月以降のことは決まっていないとしていた。11月15日には第64回日本レコード大賞で特別賞を受賞し、12月30日の受賞記念音楽会でパフォーマンスを披露した。
2023年4月28日から全国ツアー「男闘呼組2023 THE LAST LIVE」を21都市で開催。30年前に急遽活動を休止したため、当時ライブを予定していた開催地を中心に展開するとした。8月16日・17日、24日・25日に解散公演「男闘呼組　LAST FOREVER」を日本武道館にて、8月26日に「男闘呼組2023 THE LAST LIVE -ENCORE-」を日比谷野外音楽堂にて行い、合計53公演を終えて解散した。

### 後身バンド「Rockon Social Club」
2022年12月、元「JUN SKY WALKER(S)」のベーシストである寺岡呼人のプロデュースのもと、男闘呼組のメンバーを中心に後身バンド「Rockon Social Club」が結成された。
2023年3月1日に、Rockon Social Club のオリジナルアルバム「1988」が発売。このアルバムは、実質的に30年ぶりに男闘呼組の全メンバーが参加した新作として注目されている。
2023年12月26日に、NHKはRockon Social Clubが第74回NHK紅白歌合戦にてMISIAの「紅白スペシャル2023」に登場することを発表した。

## 特色
- デビュー当時に同じ事務所に所属していた少年隊や光GENJIとはタイプを異にする本格派ロックバンドとしてデビューした。原点の一つにキャロルがあるという[37]。デビュー前からテレビ出演やコンサート活動などを通じて多くのファンをつかんで来た[38]。
- デビュー曲のDAYBREAKをはじめ、楽曲の随所でハーモニーが多用されている。主旋律を歌う高橋一也または岡本健一の声に途中からハスキーボイスの成田昭次の上ハモリが加わり、サビを成田がソロで歌いあげる展開が多い。前田耕陽は主に高音のハモリ（ファルセット）やコーラスを担当している。ジャニーズでは珍しい全てアカペラの「STAY WITH ME」では、四声ハーモニーを響かせている。他方、4人全員が、自身の作詞作曲によるソロ歌唱曲を有している。
- 1曲を高橋と成田の二人で、もしくは高橋、岡本、成田の3人でパート分けをして歌う、所謂スイッチボーカルの楽曲が多いことが特徴である。特に3人でスイッチボーカルを行うバンドは、極めて稀であると言われている[39]。
- ダイナミックな転調のある歌が多い。高橋は、「ボーカリストのキーが違うので一曲の中で転調せざるを得なかった事がかえってバンドの独特の個性になっていた」と後に発言している[40]。
- ジャニーズ事務所内で、音楽志向の強いメンバーが集まって自主的に形成されたバンドが始まりである。デビュー当初は、プロの作詞家・作曲家から曲を提供されていたが、デビュー以前からメンバー自身が作詞作曲に取り組み、デビュー後は徐々に自作曲が増えていった。
- メンバー全員が作詞、作曲を手掛けている。各人の音楽的志向が異なり[41]、それが自作の楽曲にも表れている。高橋や成田の作詞にはメッセージ性の非常に強いものが見られる。

## エピソード
- グループ名の名付け親は、中村繁之とされる。中村がジャニー喜多川のお別れ会に参加した際のインタビューにて、ジャニーより「今度、楽器を弾いたちょっと男っぽいグループを作りたい。」ことを告げられ、中村より『男組』という漫画のタイトルより「男組なんていいじゃないの？」といい、決まったようである。尚、グループの漢字はジャニーが考えたとされる[42]。
- デビュー時のキャッチフレーズは「ジャニーズ事務所のおちこぼれ」であった。その理由は、メンバー全員がダンスを苦手としていたためである。ダンスレッスンをさぼる口実として音楽スタジオを借り、本格的に練習を始め、デビューにつながった[43]。メンバーは学校が終わると楽器の練習をしており、その時は毎日スタジオに通い、夜の10時から朝の5時まで練習していたそうで、スタジオの外から鍵をかけられ、ほぼ缶詰状態で練習をしていたそうである。尚、楽器は基本的に独学で、メンバーたちといろいろな音楽を聴いたりしながら、自分達で習得していった[44]。
- デビュー前より音楽的志向が強く、後にコンサートにて「ペンライトは使うな」と呼びかけるようになった。そして、“所詮はジャニーズのアイドルバンド”との偏見や批判の声もあったが、4枚目のアルバム発表時からメンバー自身が作詞作曲を手掛けるのが常となってアーティスト色が強まったことから、アイドルバンドとの呼び声も消えていった。
- ビデオ撮影やレコーディング等のために度々グループで海外を訪問している。デビュー前の1987年に発売されたビデオ「Made in U.S.A.」はアメリカのニューヨークやロス等を舞台にロケが行われた。1988年発売のビデオ「Xing Point」はトルコで撮影され、1990年発売のアルバム「参」のレコーディングは1990年1月下旬から2月初旬にかけてロンドンで行われた。
- 1990年2月のローリング・ストーンズ初来日公演がテレビ放映された際、ジャンピン・ジャック・フラッシュの演奏中に最前列で盛り上がる高橋和也と岡本健一の姿が映され話題となった[45]。
- バンドのリーダーは前田耕陽である。これはデビュー会見で記者からの質問に対し、高橋が咄嗟にそう答えたことに端を発する。当時、男闘呼組のリーダーは決まっていなかったが、「リーダーのような大変なことは誰もやりたくなかった。誰よりも早く起き、きちんと朝食をとる耕陽がいいんじゃないかと思った」と後に高橋は語っている[46]。
- TOKIOの城島茂がデビュー時の男闘呼組とドラマ出演など頻繁に行動を共にしていた。
- 光GENJIの諸星和己は、1986年1月に男闘呼組の冠番組『アイドル花組おとこ組』の出演者オーディションを受ける形でジャニーズ事務所に入所した。
- 従来、ジャニーズ事務所の合宿所には厳しい上下関係が存在していたが、男闘呼組は後輩である後のSMAPのメンバーらに対して上下関係を強いることをせず、優しい先輩として慕われていた。稲垣吾郎は、男闘呼組が『ベストテン』に初登場した日の夜、合宿所の応接室で寝てしまっていたが、帰宅したメンバーは稲垣を起こさないよう、小さな音量でビデオに録画しておいた自分たちの映像をチェックしていたという。また、木村拓哉も男闘呼組のメンバーに「果てしなく一緒に遊んでもらった」と語っている。木村、稲垣以外のSMAPメンバーも、みんな男闘呼組が大好きだったと話している[47]。特に木村はかねてから岡本健一を尊敬する先輩と公言しており、トレードマークだったロングヘア―やピアスも岡本健一のファッションに影響を受けたものである。岡本はたとえ事務所が難色を示しても「やりたいことは全部やれ」とアドバイスした[48]。上述の通りSMAPメンバー全員が男闘呼組を慕っていたので、自身のレギュラー番組『SMAP×SMAP』の中でトーク中に男闘呼組に関連したネタや話題が出る事があり、楽曲のワンフレーズを歌ったり『ロックよ、静かに流れよ』について語ることが時折あった。
- 1989年に『紅白歌合戦』に出場した際には司会の武田鉄矢から「男の闘志を呼ぶ組」と紹介された。
- 成田と岡本は事務所の先輩の野村義男に師事してギターを学んだ（その後、SMAPの木村拓哉が岡本にギターを師事している）。
- 1991年に出演したテレビ番組「ナリキーばんど講座」(TBS)にて、各自のサウンドルーツとして以下を挙げている[41]。
  - 成田昭次：子門真人、ベンチャーズ、クールス、ストレイ・キャッツ、マイケル・シェンカー・グループ、UFO、スティーヴィー・レイ・ヴォーン、ロバート・クレイ、マーク・ノップラー
  - 高橋和也：渡辺真知子、世良公則&ツイスト、キャロル、アナーキー、ザ・スターリン、セックス・ピストルズ、ローリング・ストーンズ、ジョン・レノン、ピンク・フロイド、ハンク･ウィリアムス Jr.、リンダ・ロンシュタット、リッキー・リー・ジョーンズ
  - 岡本健一：エルヴィス・プレスリー、オスカー・ピーターソン、デュラン・デュラン、ピンク・フロイド、ラブ・アンド・ロケッツ、グレイトフル・デッド、チェット・ベイカー、トム・ウェイツ
  - 前田耕陽：オフコース、浜田省吾、デュラン・デュラン、ヴァン・ヘイレン、ジャーニー、ジョー・コッカー、ジェフ・レビン、リチャード・マークス
- 1993年9月17日、日刊スポーツが解散をスクープした際には、社に「読者広報室」がなかったため、編集部門にファンからの問合せ電話が殺到。業務に支障をきたす事態になったため、記事を書いた記者の笹森文彦は対応専従をデスクに厳命された[49]。
- 成田と岡本はジャニーズ事務所のタレントとしては異例なことであるが、男闘呼組時代に20代前半で結婚した。
- 2009年9月27日、成田が大麻取締法違反で、警視庁渋谷署に現行犯逮捕された[50]。以降、長らく消息不明の状態が続いた。
- 2016年9月18日放送のNHK大河ドラマ『真田丸』で、高橋と岡本が「院内感染」（1997年、読売テレビ制作）以来19年ぶりの共演を果たした。
- 2020年4月から、前田耕陽が自身のYouTubeチャンネル「Team54.ch」にてラジオ「Team54 Radio」を開始するとともに、男闘呼組のセルフカバーを発表している（一部の楽曲は、高橋和也も参加。他のメンバーのパートは歌いも演奏もせず空けている）。男闘呼組のデビュー32周年記念日である2020年8月24日には、前田と高橋によるスタジオからの生配信が行われ、岡本や成田からのメッセージや、メンバー全員が参加するグループLINEがあることが紹介された。
- 2020年11月3日、長らく音楽活動を休止していた成田昭次が、ビルボードライブ横浜で開催されたLittle Black Dressのライブに特別ゲストとして出演し、音楽活動を再開した[51]。

## ディスコグラフィ

### シングル
| ＃ | 発売日         | タイトル                      | 備考 |
| -- | -------------- | ----------------------------- | --- |
| 1  | 1988年8月24日  | DAYBREAK                      | 8月24日と31日の2週に渡り、カップリング曲とジャケットの 異なるバージョン4種を、2種類ずつ発売。カップリング曲は、「第二章 追憶の挽歌（フジテレビ系ドラマ「オトコだろッ!」主題歌）」「ロックよ、静かに流れよ～Crossin' Heart～（映画「ロックよ、静かに流れよ」主題歌）」「Midnight Train（テレビ朝日系「ギブUPまで待てない!! ワールドプロレスリング」エンディングテーマ）」「Stand Out（TBS系ドラマ「ぼくの姉キはパイロット!」主題歌）」 |
| 2  | 1988年12月27日 | 秋                            | カップリング曲「LONELY… （映画「ロックよ、静かに流れよ」挿入曲）」 |
| 3  | 1989年2月28日  | TIME ZONE                     | カップリング曲「秋 -It's a ballad-（秋のバラードバージョン）」 |
| 4  | 1989年8月2日   | CROSS TO YOU／ROCKIN' MY SOUL | 両A面シングル。 |
| 5  | 1990年1月24日  | DON'T SLEEP                   | カップリング曲「MY LIFE」 |
| 6  | 1991年1月17日  | ANGEL                         | カップリング曲「TEARS」 |
| 7  | 1992年6月3日   | 眠りにつく前に                | カップリング曲「やってるね」 |
| 8  | 1992年7月1日   | THURSDAY MORNING              | カップリング曲「みんな仲よし」 |
| 9  | 1992年8月5日   | THE FRONT                     | カップリング曲「目で見ちゃだめさ」 |
| 10 | 1993年8月21日  | TOKYOプラスティック少年       | 活動休止後に発売。別作品からのシングルカット。カップリング曲「見えない虚像」 |

### オリジナルアルバム
| ＃ | 発売日        | タイトル          | 備考               |
| -- | ------------- | ----------------- | ------------------ |
| 1  | 1988年9月26日 | 男闘呼組          |                    |
| 2  | 1989年6月28日 | 男闘呼組 二枚目   |                    |
| 3  | 1990年3月28日 | 参                |                    |
| 4  | 1991年2月21日 | I'm Waiting 4 You |                    |
| 5  | 1992年6月21日 | 5-1…非現実…       |                    |
| 6  | 1992年7月22日 | 5-2…再認識…       |                    |
| 7  | 1992年8月21日 | 5-3…無現実…       |                    |
| 8  | 1993年8月21日 | ロクデナシ        | 活動休止後に発売。 |

#### ベストアルバム
| ＃ | 発売日         | タイトル          | 備考               |
| -- | -------------- | ----------------- | ------------------ |
| 1  | 1992年12月2日  | BEST OF BALLADS   |                    |
| 2  | 1994年11月23日 | NEW BEST 男闘呼組 | 活動休止後に発売。 |
| 3  | 1999年11月20日 | HIT COLLECTION    | 活動休止後に発売。 |

### 参加作品
オムニバス『TOKYO 〜都制50周年記念アルバム〜』（1993年7月1日）
- TOKYOプラスティック少年（イントロの長いオリジナルバージョン。後にシングルカット。）

#### ソロ参加作品
成田昭次
- SHOOT THE GUITARIST （ギターインスト曲『DAD & SON』の作曲&演奏、1990年）

岡本健一
- 元「Gastunk」のTatsuのアルバム『ROCK LOVE』 （1992年）
このアルバムの中の『NOBODY KNOWS』という曲で、岡本は作詞とボーカルを担当している。

### CD化されていない楽曲
| 年   | タイトル                      | 作詞                   | 作曲        | JASRAC 作品コード | 初出作品                                 | 備考 |
| ---- | ----------------------------- | ---------------------- | ----------- | ----------------- | ---------------------------------------- | --- |
| 1985 | 誠 ほれたぜ                   | 野村義男＆荒木とよひさ | 曽我泰久    | 080-7561-1        |                                          | 明治製菓「アーモンドゴールド」CMソング |
| 1986 | ちょっと待ってどこまでやるの! | 安藤芳彦               | 濱田金吾    | 050-5244-1        |                                          | 『欽ちゃんのどこまでやるの!?』テーマソング |
| 1987 | TENSION!                      | 安藤芳彦               | MARK DAVIS  | 096-8967-2        | 『Made in U.S.A』                        | 当初のタイトルは「ZERO★TENSION」だった。夜のヒットスタジオDX、ミュージックステーションの初出演時に生演奏で披露されている。 |
| 1987 | 夜を撃て                      | 秋谷銀四郎             | 都志見隆    | 092-6065-0        | 『Made in U.S.A』                        | 『ギブUPまで待てない!!ワールドプロレスリング』オープニングテーマとして使用。但し、同番組の為に作られた訳ではなく、それ以前からあった曲である。番組には一時期、男闘呼組も出演した。なお、やはり同番組のエンディングテーマとして使われた「Midnight Train」は、後に「DAYBREAK」のカップリング曲のひとつとなった。 |
| 1987 | 勝負!                         | 男闘呼組               | 男闘呼組    | 041-0783-7        | 『Made in U.S.A』                        | 男闘呼組が初めて作詞・作曲した曲。「FICTION STREET」としてテレビで披露されていたが、その後歌詞とタイトルが変更された。 |
| 1987 | 禁断のエロキューション        | 安藤芳彦               | 和泉一弥    | 025-3255-7        | 『Made in U.S.A』                        | |
| 1987 | DETARAMEクレイジーナイト      | 男闘呼組               | 男闘呼組    | 054-4084-0        | 『Made in U.S.A』                        | 『ヤンヤン歌うスタジオ』テーマ曲。 |
| 1987 | STAND OUT                     | 大津あきら             | MARK DAV    | 081-1150-2        | 『Made in U.S.A』                        | スローバージョンは未CD化。 |
| 1987 | この夜にすべてを              | 安藤芳彦               | MARK DAVIS  | 033-0186-9        | 『Xing point』                           | 表記は無いがビデオに収録したスローバージョンは未CD化。 |
|      | 野性登場                      |                        |             |                   |                                          | 『ここんちプラネット』テーマ曲。 |
|      | 下から2番目の男               |                        |             |                   | 成田ソロ曲                               | |
|      | バッドボーイズブルース        |                        |             |                   |                                          | |
|      | Sister Christian              | KELLY KEAGY            | KELLY KEAGY | 0S4-4228-1        |                                          | ナイト・レンジャーのカバー曲。 |
| 1989 | CROSS TO YOU -arashi-         |                        |             | 082-0984-7        | 『ENDLESS TRIP』                         | |
| 1991 | 細胞愚                        | 高橋一也               | 男闘呼組    | 005-6608-0        | 『男闘呼組 LIVE IN YOKOHAMA 1991 vol.2』 | |
| 1991 | 悪想急                        | 高橋一也               | 高橋一也    | 005-6614-4        | 『男闘呼組 LIVE IN YOKOHAMA 1991 vol.2』 | |
| 1992 | みはり                        | シメ中島               | 大矢正浩    | 004-0324-5        |                                          | フェードアウトしないカットアウトの音源は未CD化。 |
| 1992 | やってるね                    | 成田昭次               | 成田昭次    | 008-8409-0        |                                          | フェードアウトしないカットアウトの音源は未CD化。 |
| 1992 | THURSDAY MORNING              | 高橋一也               | 高橋一也    | 009-5641-4        |                                          | フェードアウトしないカットアウトの音源は未CD化。 |
| 1992 | みんな仲良し                  | 前田耕陽               | 前田耕陽    | 009-5644-9        |                                          | フェードアウトしないカットアウトの音源は未CD化。 |
| 1992 | THE FRONT                     | 小竹正人               | 成田昭次    | 009-6728-9        |                                          | フェードアウトしないカットアウトの音源は未CD化。 |

他多数

### 映像作品
| ＃ | 発売日                                  | タイトル                                | 発売元             | 備考 |
| -- | --------------------------------------- | --------------------------------------- | ------------------ | --- |
| 1  | 1987年8月3日                            | Made in U.S.A.                          | ポニー・キャニオン | |
| 2  | 1987年12月16日                          | BEST FRIEND                             | ポニー・キャニオン | 主演映画『ロックよ、静かに流れよ』のメイキングシーンを収録したドキュメンタリー作品 |
| 3  | 1988年2月18日                           | Xing point                              | ポニー・キャニオン | |
| ※  | 1988年3月18日                           | 少年武道館～少年御三家新春一番歌い初め  | ポニー・キャニオン | |
| ※  | 1988年10月30日                          | 少年武道館II                            | ポニー・キャニオン | |
| 4  | 1989年9月6日                            | ENDLESS TRIP                            | BMGビクター        | |
| ※  | 1989年                                  | HELLO!! L.A.                            | -                  | グリコCM「アーモンドチョコレート」非売品メイキングビデオ |
| 5  | 1989年11月21日(VHS) 2003年11月26日(DVD) | 男闘呼組 BIG TOUR '89 in DOME           | BMGビクター        | |
| 6  | 1990年8月24日                           | 男闘呼組 2,050,000秒の軌跡              | BMGビクター        | |
| 7  | 1991年7月21日(VHS) 2003年11月26日(DVD)  | 男闘呼組 LIVE IN YOKOHAMA 1991 vol.1    | BMGビクター        | |
| 8  | 1991年7月21日(VHS) 2003年11月26日(DVD)  | 男闘呼組 LIVE IN YOKOHAMA 1991 vol.2    | BMGビクター        | |
| 9  | 1992年11月1日                           | 彼らと僕、私と自分はみんな仲よし        | BMGビクター        | |
| ※  | 1993年9月1日                            | BMG Victor Presents Ariola Meeting 1993 | アリオラジャパン   | |
| ※  | 2024年3月15日（予定）                   | 男闘呼組 LAST FOREVER                   | TOKYO RECORDS      | - DISC-1：2023.8.25（金）＠日本武道館 - DISC-2：2023.8.26（土）＠日比谷野外大音楽堂 - DISC-3：ドキュメンタリー映像2023年8月に行われた解散ライブ「日本武道館」と「日比谷野外大音楽堂」公演の模様と、１年間の軌跡を追ったドキュメンタリー映像、合計3枚組BOX仕様。 「男闘呼組」名義として最後のリリースとみられます。 ※発売元の TOKYO RECORDS は男闘呼組の後身バンド「Rockon Social Club」のレーベル事務所 |

## タイアップ
| 曲名                                     | タイアップ                                               |
| ---------------------------------------- | -------------------------------------------------------- |
| ロックよ、静かに流れよ〜Crossin' Heart〜 | 映画『ロックよ、静かに流れよ』主題歌                     |
| ROLLIN'IN THE DARK                       | 映画『ロックよ、静かに流れよ』挿入歌                     |
| ルート・17                               | 映画『ロックよ、静かに流れよ』挿入歌                     |
| Stand Out                                | TBS系ドラマ『ぼくの姉キはパイロット!』主題歌             |
| Midnight Train                           | テレビ朝日系『ワールドプロレスリング』エンディングテーマ |
| 第二章 追憶の挽歌                        | フジテレビ系ドラマ「オトコだろッ!」主題歌                |
| LONELY…                                  | 映画『ロックよ、静かに流れよ』挿入歌（エンディング）     |
| TIME ZONE                                | CM：セイコー                                             |
| STAY WITH ME                             | CM：江崎グリコ「アーモンドチョコレート」                 |

## 写真集
1. East meets West （ポニカ出版、1988年、ISBN 978-4-594-00221-3）
2. ロック派宣言 LIVE ライヴ らいぶ （音楽専科社、1988年）
3. BREAK THE SILENCE （音楽専科社、1989年）
4. NON STOP GETAWAY （音楽専科社、1990年）
5. ROUGH EDGES （音楽専科社、1991年）

## 主な出演作品
ソロ出演作はそれぞれのメンバーの項目に記載。

### テレビドラマ
- 野性誕生（『ヤンヤン歌うスタジオ』内の5分枠ドラマ）
- Be!Boys － 未完成青春曲 （『ヤンヤン歌うスタジオ』内の5分枠ドラマ）
- ドラマ女の手記『写真狩人フォトハンターII』（1987年4月6日、テレビ東京）
- ぼくの姉キはパイロット!（1987年8月18日 - 9月22日、TBS、主題歌「STAND OUT」）
- オトコだろッ!（1988年7月21日 - 9月22日、フジテレビ、主題歌「第二章　追憶の挽歌」）

### バラエティ番組
- 欽ちゃんのどこまでやるの!（1985年4月3日 - 7月3日、テレビ朝日）
- おじゃまします（1985年9月17日 - 11月1日、TBS）
- アイドル花組おとこ組 （日本テレビ、1986年1月 - 同年3月。）
- ヤンヤン歌うスタジオ（テレビ東京、1986年11月 - 1987年9月）
- ここんちプラネッと! （テレビ東京、1986年4月 - 8月）
- ギブUPまで待てない!!ワールドプロレスリング（テレビ朝日、1987年4月 - 7月）※オープニングテーマ、エンディングテーマも担当。
- 歌え!アイドルどーむ（テレビ東京、1987年10月 - 1988年9月）※主に前田、高橋が出演。
- 夜のヒットスタジオDELUXE （フジテレビ）
- 音楽の日2022（TBSテレビ、2022年7月16日）[67]
- 中居正広の金曜日のスマイルたちへSP（TBSテレビ、2023年3月24日）[68][69]
- 突然ですが占ってもいいですか? (フジテレビ、2023年4月24日) ※前田、高橋のみ出演。
- SONGS（NHK、2023年6月8日）
- しゃべくり007（日本テレビ、2023年8月21日）

など

### NHK紅白歌合戦出場歴
| 年度   | 放送回 | 回 | 曲目      | 出演順 | 対戦相手 | 備考                     |
| ------ | ------ | -- | --------- | ------ | -------- | ------------------------ |
| 1988年 | 第39回 | 初 | DAYBREAK  | 03/21  | 工藤静香 | 田原俊彦の代役として選出 |
| 1989年 | 第40回 | 2  | TIME ZONE | 03/20  | 中山美穂 |                          |

注意点
- 出演順は「出演順/出場者数」で表す。

### ラジオ
- いくぞ!男闘呼組（文化放送）
- Teen'sギャング男闘呼組（文化放送、1987年4月 - 9月。『東京っ子NIGHTお遊びジョーズ』 枠内のコーナー番組。）
- WILD KNIGHTS男闘呼組
（文化放送、1987年10月 - 1988年3月までは『15はドキドキ ピンクコング』枠内コーナーとして、1988年4月からは再び『お遊びジョーズ』枠内のコーナーとして放送。）
- 男闘呼 DE NIGHT!（ニッポン放送）
- 男闘呼 DE NIGHT!ぶっちぎり爆走LIVE （ニッポン放送、1990年3月21日）
- ミッドナイト・スペシャル Part1（ABCラジオ、一夜限りの放送）

### 映画
- ロックよ、静かに流れよ（1988年2月20日公開、東宝）
- 少年武道館（1988年2月20日公開、東宝）

### 舞台
- the Slub Boys（1993年6月5日 - 30日、PARCO劇場。演出：ロバート・アラン・アッカーマン）

### CM
- 明治製菓「アーモンドゴールド」（1985年）
- 明治製菓 チョコスナック「おばけランド」（1985年）成田・高橋・岡本の3名のみ
- 服部セイコー 腕時計「AVENUE」（1989年）[70]
- 江崎グリコ「アーモンドチョコレート」（1989年 - 1990年）

## 東京男組 (前身)
とうきょうおとこぐみ。1984年12月に成田、高橋、岡本の3名で結成された男闘呼組の前身バンド。当初のユニット名は「東京」だけだったが、途中から「東京男組」に改名した。
主要メンバー
- 成田昭次 （リードギター）
- 高橋一也 （ドラム）
- 岡本健一 （リズムギター）
- 遠藤直人 （キーボード）
- 守屋二郎 （ベース）

サポートメンバー
- 前田耕陽 （「東京男組」になってから参加）

### オリジナル曲
- 誠 ほれたぜ （作詞：野村義男&荒木とよひさ、作曲：曽我泰久）
現在までに一切の音楽ソフト化が行われていない幻の楽曲。

## Rockon Social Club (後身)
2022年12月、元「JUN SKY WALKER(S)」のベーシストである寺岡呼人のプロデュースのもと、男闘呼組のメンバーを中心に後身バンド「Rockon Social Club」が結成された。
主要メンバー
- 成田昭次 （ボーカル・リードギター）
- 高橋和也 （ボーカル・ベース）
- 岡本健一 （ボーカル・リズムギター）
- 前田耕陽 （ボーカル・キーボード）
- 寺岡呼人（プロデューサー・ベース・ギター）
- 青山英樹（ドラム）